# ビューフォート (哨戒フリゲート)
|          | |
| 艦歴     | |
| 発注     | |
| 起工     | 1943年7月21日                                                                                                   |
| 進水     | 1943年10月9日                                                                                                   |
| 就役     | 1944年8月28日                                                                                                   |
| 退役     | 1946年4月19日                                                                                                   |
| その後   | 1947年4月11日にスクラップとして売却                                                                             |
| 除籍     | |
| 性能諸元 | |
| 排水量   | 基準 1,430トン 満載 2,415トン                                                                                   |
| 全長     | 303 ft 11 in (92.6 m)                                                                                           |
| 全幅     | 37 ft 6 in (11.4 m)                                                                                             |
| 吃水     | 13 ft 8 in (4.1 m)                                                                                              |
| 機関     | ボイラー3基 5,500軸馬力 タービン2基 2軸推進                                                                     |
| 最大速力 | 20ノット (37 km/h)                                                                                              |
| 航続距離 | |
| 乗員     | 190名 |
| 兵装     | 3インチ50口径対空砲3門 40mm機関砲 4門 20mm機関砲 9門 ヘッジホッグ 1基 対潜爆雷投射機（Y砲）8基 爆雷投下軌条 2条 |

ビューフォート (USS Beaufort, PF-59) は、アメリカ海軍の哨戒フリゲート。タコマ級フリゲートの1隻。艦名はサウスカロライナ州ビューフォートに因む。その名を持つ艦としては3隻目。

## 艦歴
ビューフォートは1943年7月21日に海事委任契約（船体番号1466）の下ウィスコンシン州スペリオルのグローブ・シップビルディング社で起工する。1943年10月9日にエルマ・G・ロジャーズ夫人によって命名、進水し、1944年7月8日に海軍に引き渡され、ボストンに移動するため一時的に就役する。ボストンには1944年7月20日に到着し、7月29日に退役、ボストン海軍工廠で気象観測艦に転換される。1944年8月28日に艦長ジョージ・R・ボイス沿岸警備隊少佐の指揮下一時的に就役した。
翌週ビューフォートは艤装を完了し、新たな艦長のB・R・ヘンリー沿岸警備隊中尉が着任した。9月8日に整調のためバミューダに向けて出航し、10月6日にボストンに帰還した。その後9日間の修理を行い、続いてハッセー・サウンド（ポートランドの近く）で5日間の訓練に従事した。ボストンに帰還するとすぐにニューファンドランドのアージェンティアに向かう。その後1946年3月までアージェンティアを拠点として気象観測および航空、海上救難艦としての任務に従事した。3月、ビューフォートは一時的に不活性化予定として指定される。3月28日に第5海軍管区司令官へ報告を行い、4月19日にバージニア州ノーフォークで退役する。1946年5月21日に除籍され、1947年4月11日にペンシルベニア州チェスターのサン・シップビルディング・アンド・ドライドック社にスクラップとして売却された。